# Patrick Surtain II
Patrick Frank Surtain II (Plantation, 14 aprile 2000) è un giocatore di football americano statunitense che milita nel ruolo di cornerback per i Denver Broncos della National Football League (NFL).

## Scuole superiori
Surtain frequentò la American Heritage School a Plantation, in Florida. Era allenato da suo padre, Patrick Surtain, un ex giocatore della NFL. Surtain nel 2018 fu selezionato per lo US Army All-American Bowl. Considerato come un prospetto a cinque stelle, si iscrisse all'Università dell'Alabama.

## Carriera universitaria
Da matricola ad Alabama nel 2018, Surtain disputò 12 partite come titolare, con 37 tackle e un intercetto. Al secondo anno, nel 2019, totalizzò 42 placcaggi, tre fumble forzati, 8 passaggi deviati e 2 intercetti. Nel 2020 vinse il campionato NCAA e fu premiato come miglior difensore del Rose Bowl 2021.

## Carriera professionistica
Surtain fu scelto come nono assoluto nel Draft NFL 2021 dai Denver Broncos. Debuttò come professionista subentrando nella gara del primo turno contro i New York Giants. La settimana successiva fece registrare il suo primo intercetto sull'altro rookie Trevor Lawrence dei Jacksonville Jaguars. Nel dodicesimo turno divenne il primo rookie dei Broncos da Steve Atwater nel 1989 a fare registrare due intercetti in una partita, di cui uno ritornato per 70 yard in touchdown, ricevendo i premi di miglior difensore dell'AFC della settimana e di rookie della settimana. Nella partita successiva contro i Kansas City Chiefs, Surtain intercettò un lancio di Patrick Mahomes, facendo registrare il quarto in stagione. A fine stagione inserito nella formazione ideale dei rookie dalla Pro Football Writers Association dopo avere terminato con 58 tackle in 16 presenze, tutte tranne una come titolare.
Nel 2022 Surtain fu convocato per il suo primo Pro Bowl e inserito nel First-team All-Pro dopo 46 tackle, 2 intercetti e 10 passaggi deviati.
Nel 2023 Surtain fu convocato per il suo secondo Pro Bowl dopo avere fatto registrare 69 placcaggi, un intercetto e 12 passaggi deviati.
Il 4 settembre 2024 Surtain firmó un nuovo contratto quadriennale del valore di 96 milioni di dollari che lo rese il defensive back più pagato della storia. Nel quinto turno mise a segno due intercetti, di cui uno ritornato per 100 yard in touchdown, nella vittoria sui Raiders, venendo premiato come miglior difensore della AFC della settimana. La settimana successiva fu costretto a lasciare immediatamente la gara nella prima serie difensiva a causa di una commozione cerebrale subita. Tornó in campo nell'ottavo turno facendo registrare un intercetto su Bryce Young nella vittoria sui Carolina Panthers. Alla fine di novembre fu premiato come difensore della AFC del mese in cui concesse solamente 9 ricezioni per 55 yard agli avversari diretti in quattro partite. A fine stagione fu convocato per il suo terzo Pro Bowl e inserito nel First-team All-Pro dopo avere guidato la NFL con 132 yard su ritorno da intercetto. Fu inoltre premiato come miglior difensore dell'anno.

## Palmarès
- Difensore dell'anno: 1

2024
- Convocazioni al Pro Bowl: 3

2022, 2023, 2024
- First-team All-Pro: 2

2022, 2024
- Difensore dell'AFC del mese: 1

novembre 2024
- Difensore dell'AFC della settimana: 2

12ª del 2021, 5ª del 2024
- Rookie della settimana: 1

12ª del 2021
- PFWA All-Rookie Team - 2021